# Antigua Casa de Gobierno de Tierra del Fuego
La Antigua Casa de Gobierno fue la primera sede del gobierno del Territorio Nacional de la Tierra del Fuego, Antártida e Islas del Atlántico Sur y luego de la legislatura territorial y provincial hasta 2002. Actualmente es anexo del Museo del Fin del Mundo, ubicado 300 metros al este.

## Historia y características

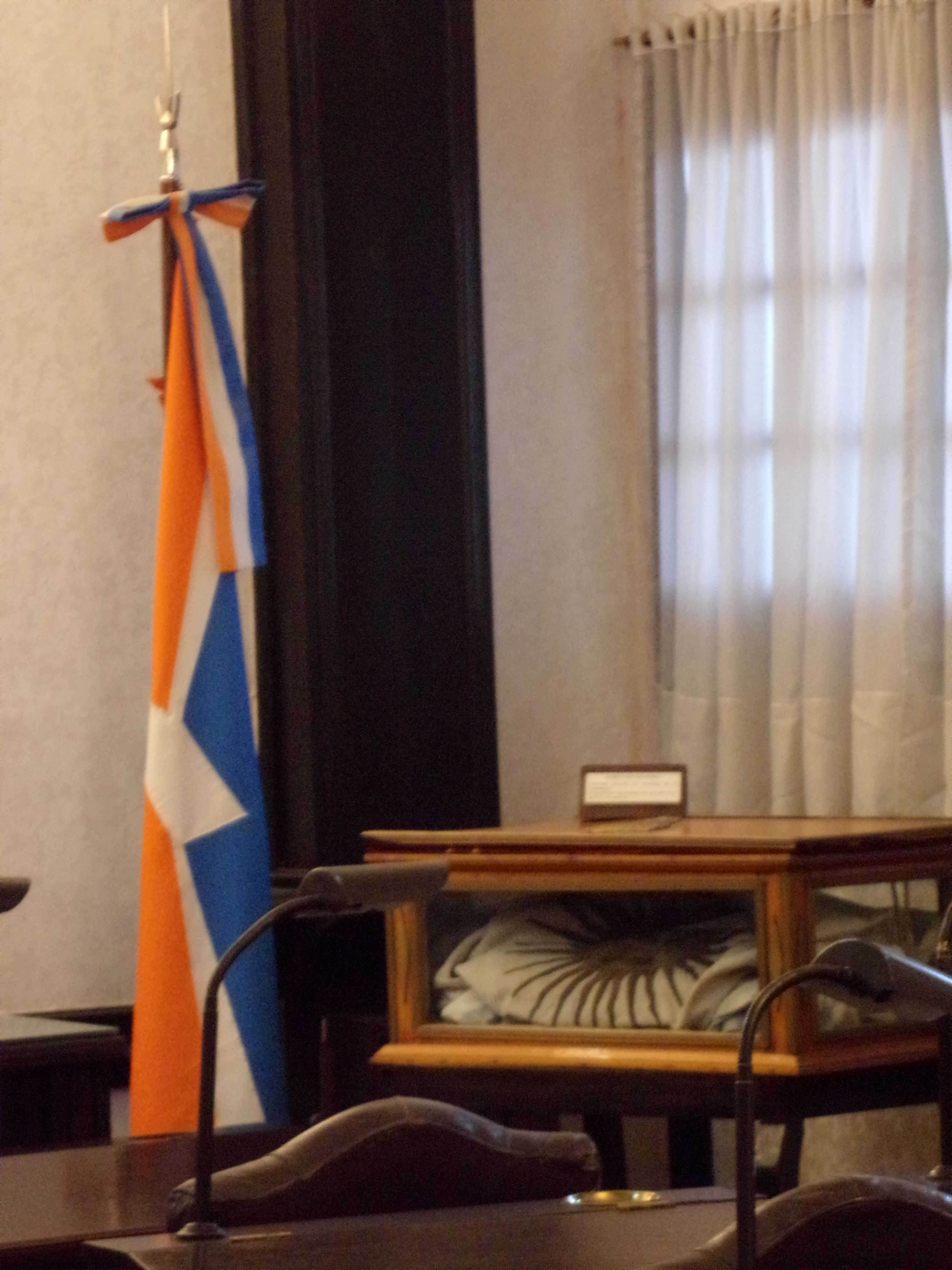
Bandera de Tierra del Fuego en el edificio.

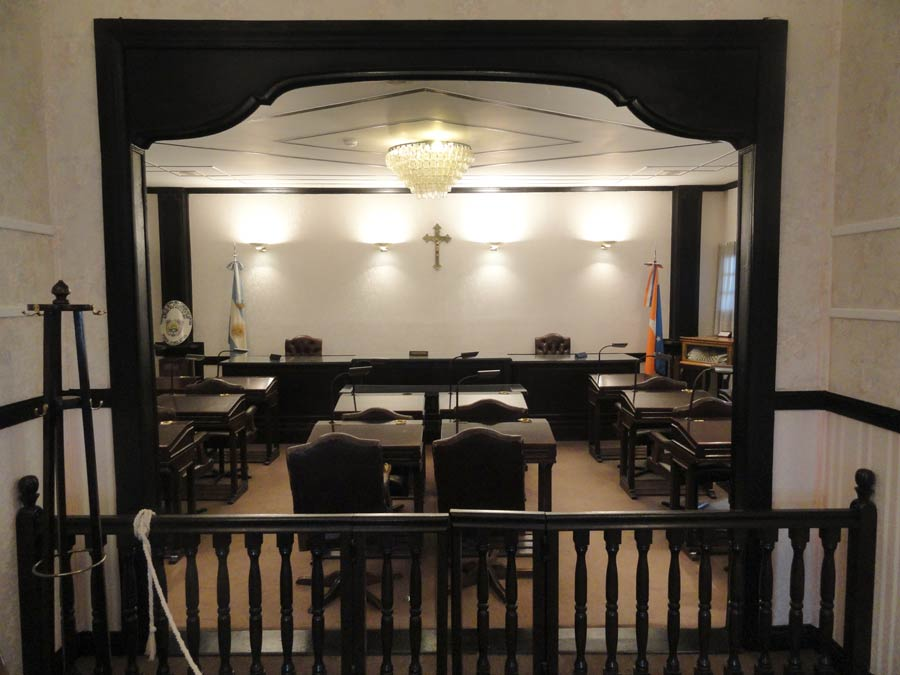
Antigua sede de la Legislatura.

Este edificio fue declarado Monumento Histórico Nacional mediante el decreto del PEN N.º 2.706 del 18 de octubre de 1983. La declaración estaba fundada en la conveniencia de preservar el bien, y acondicionarlo para ser sede inmediata de la futura Legislatura Territorial.
Se basaba también en razón de que previamente había sido declarado "Casa Histórica", según Decreto Territorial N.º 326 del 3 de marzo de 1983. Esas razones y antecedentes habían sido evaluadas previamente por una Comisión creada expresamente por el Gobernador.
Se trata de un edificio que durante más de un siglo, sirvió a diversos fines oficiales.
La fecha de su construcción no se conoce exactamente, pues se han perdido todos los documentos y planos referentes a su construcción
a raíz de un incendio ocurrido en 1920 en la anterior sede del Gobierno. Actualmente se estima una fecha entre 1886 y 1893 según distintas fuentes, basadas en crónicas, y otros planos y documentos de la época.
Aun así, no existen dudas de que el proyecto fue realizado por la Dirección General de Obras Arquitectónicas, con la dirección del Arquitecto Francisco Tamburini, fechado el 17 de septiembre de 1885, y que el designado Gobernador Félix Mariano Paz, se embarcó en Buenos Aires con la casa desarmada, el 14 de enero de 1886. Otras referencias indican que su habilitación se habría producido hacia 1891. Posteriormente fue ampliada con un piso superior.
Originariamente fue residencia de los Gobernadores del Territorio, pero a partir del incendio mencionado, fue ocupada también como Casa de Gobierno, y transitoriamente como Jefatura de Policía (1976 a 1983).

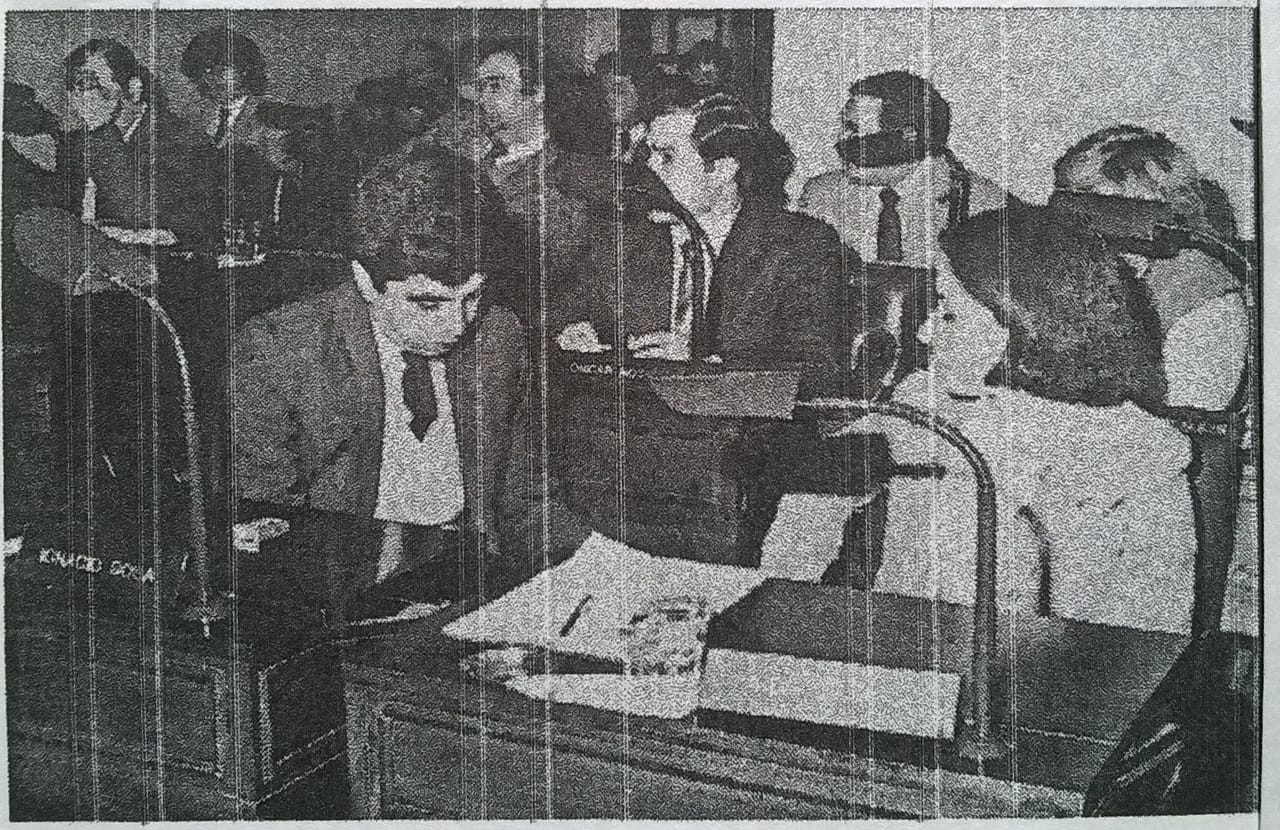
Primera sesión Legislativa 1984.

La necesidad de valorar y conservar el edificio motivó que se realizara importantes estudios, entre los que destacan el efectuado por la Secretaria de Obras Públicas Territorial en 1958/65, actualizado por el arquitecto Alejandro Maveroff en 1966 y 1978.
El 4 de enero de 1983, el entonces gobernador Raúl E. Suárez del Cerro dispuso la creación de una comisión "para el estudio de los antecedentes histórico - culturales de la antigua Casa de Gobierno". A la misma le fue encargada estudiar la factibilidad de destinar el edificio como sede del entonces Legislatura Territorial.
El Gobierno Provincial lo declara Casa Histórica según Decreto N° 326 del 3 de marzo de ese año.
Finalmente por Decreto N°2706 suscripto el 18 de octubre de 1983 reconociendo la alta significación histórica y el interés arquitectónico de una de las obras centenarias que subsisten en la ciudad, fue declarado monumento histórico nacional, a partir de lo cual se dispusieron interesantes trabajos de restauración y conservación del edificio.

##### Gobernantes que residieron y/o instalaron sus despachos en el edificio
- Mario Cornero: 1890/1893
- Pedro Godoy: 1893/1900
- Félix Carrié: 1900/1902
- Esteban de Loqui: 1902/1905
- Manuel Fernández Valdés: 1905/1917
- Carlos A. Molina: 1920/1923
- Juan María Gómez: 1924/1932
- Jorge Siches: 1932/1935
- Carlos Moneta: 1936/1939
- Gregorio Báez : 1939/1942
- Horacio A. Rotondaro: 1942/1943
- Fidel Anadón: 1944/1945
- Gregorio A. Portillo: 1945/1946
- Fidel Degaudenzi: 1946
- Mario Sánchez Negrete:1947
- Horacio Howard: 1948
- Manlio Buldrini y Pablo Cases: 1949
- Guillermo Carro Catáneo: 1950/1951
- Jorge Suya: 1952/1953
- Carlos Suarez Doriga: 1954
- Juan José Jáuregui: 1955
- Pedro Carlos Florido: 1957/1958
- Ernesto Manuel Campos: 1958/1963
- Ruperto Bilbao: 1963/1966
- José María Guzmán: 1966/1969
- Gregorio Lloret: 1969/1973
- Justo G. Padilla: 1974
- Gregorio Lloret 1975/1976

##### La primeraLegislaturaTerritorial
Desde 1983 hasta 1991 funcionó allí la Legislatura Territorial, y albergó además, las sesiones de la Convención Constituyente para la nueva Provincia. El 30 de octubre de 1983, se votan los integrantes de la primera legislatura, queda conformada de la siguiente manera:
- Presidentes: Tulio Herrera - Jorge Daniel Amena

- Legisladores: Jorge Bericua, Enrique Brisighelli, Fernando J. Elicabe, Adolfo Mernies (UCR), Carlos Andino, Aída Chávez, Dora Chelaliche, Oscar Noto, Omar Prada, Ignacio Sosa (PJ), Edgardo D. Iribarne, Ernesto J. Losffler, Horacio Sandoval (Alianza AV-UPF), Enzo O. Magaldi, Marcelo L. Dragan (reemplazan a Edgardo Iribarne y Ernesto Losffler, respectivamente).

- Secretario administrativo: Miguel Ángel Arrieta

- Secretario Legislativo: Adrian de Antueno

Primera Convención Constituyente 1991.

##### Convención Constituyente
El 9 de diciembre de 1990, se realizan las elecciones de convencionales constituyentes, resultando electos: Miguel Ángel Castro, José Arturo Estabillo, Hernán Lopez Fontana, Rosa de Weiss Jurado, Demetrio Martinelli, Elena Rubio de Mignorance, Nestor Nogar, Carlos Pastoriza, Carlos A. Perez, Ruggero Preto, Diana Wilson (Movimiento Popular Fueguino), Luis A Andrade, Mario Ferreyra, Alejandro Funes, Cézar Marcos Mora, Alberto C. Revah (Partido Justicialista), Pedro de Blanco, Jorge O. Rabassa (Unión Cívica Radical), Edelso Luis Ausburguer (Partido Socialista Auténtico).

##### Cronología
- El 7 de enero de 1991, en instalaciones de la Escuela N° 1 "Domingo Faustino Sarmiento", se realiza la sesión constitutiva. Luego del juramento de prácticas es designada presidente de la Convención Constituyente Elena Rubio de Mignorance. La sesión del 23 de enero fueron designados Ruggero Preto (vicepresidente 1°), Alejandro Funes (vicepresidente 2°), Juan Manuel Romano (secretario legislativo) y Juan José Ramos (Secretario Administrativo).[6]
- La convención constituyente establece su sede en el edificio que ocupa la Legislatura.
- El 17 de mayo de 1991, se realiza la sesión especial por la cual se sanciona la Constitución de la Provincia de Tierra del Fuego Antártida e Islas del Atlántico Sur.
- El 1° de junio de 1991, en instalaciones del Complejo Polideportivo "Hugo Italo Favale", se concreta la sesión por la cual cada uno de los convencionales jura la Constitución Provincial. Ante la insistencia del público que colmaba las tribunas, la presidenta Elena Rubio de Mignorance alzando el texto se dirige al pueblo y éste por aclamación jura la Constitución de la Provincia.
- Por Decreto del PEN N° 1385 del 27 de julio de 1991, modificado por Decreto N° 2026/91, se convoca al electorado fueguino a los comicios del 1° de diciembre de ese año, para elegir gobernador y vice- gobernador, tres diputados nacionales y tres suplente, quince legisladores provinciales y ocho suplentes, un intendente para Ushuaia y Río Grande, siete concejales y cuatro suplentes por cada ciudad y cinco titulares y tres suplentes para el Concejo Comunal de Tolhuin.

##### Centro Histórico Cultural
En el año 2002 fue restaurada, y trasformada en un centro histórico cultural. A partir del 18 de mayo de 2008 se transforma en anexo del Museo del Fin del Mundo. Su domicilio es Avenida Maipú N.º 465, Ushuaia. Se la conoce también como "Antigua Casa de Gobierno".

## Galería

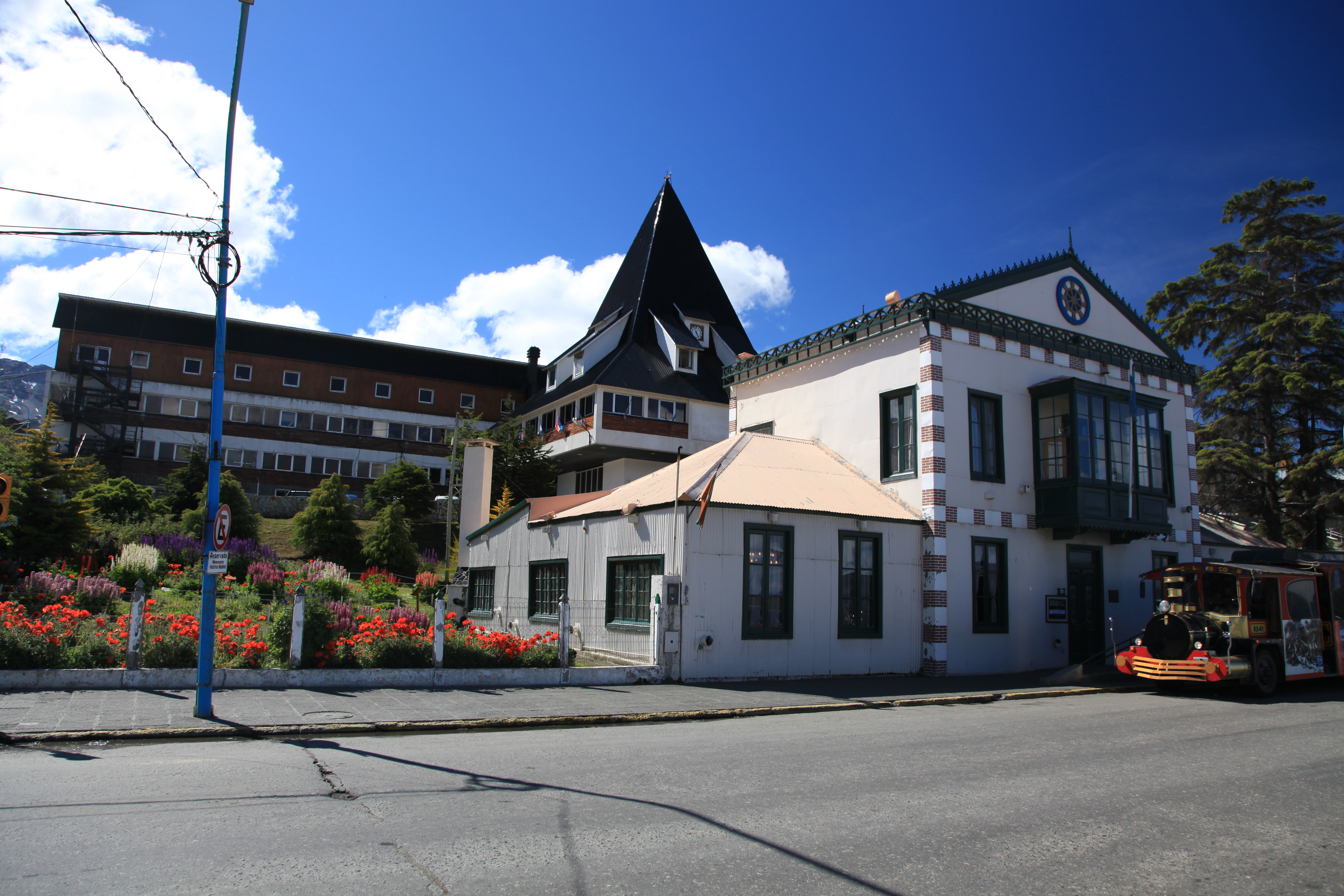
Antigua Casa de Gobierno, con la actual Casa de Gobierno atrás.
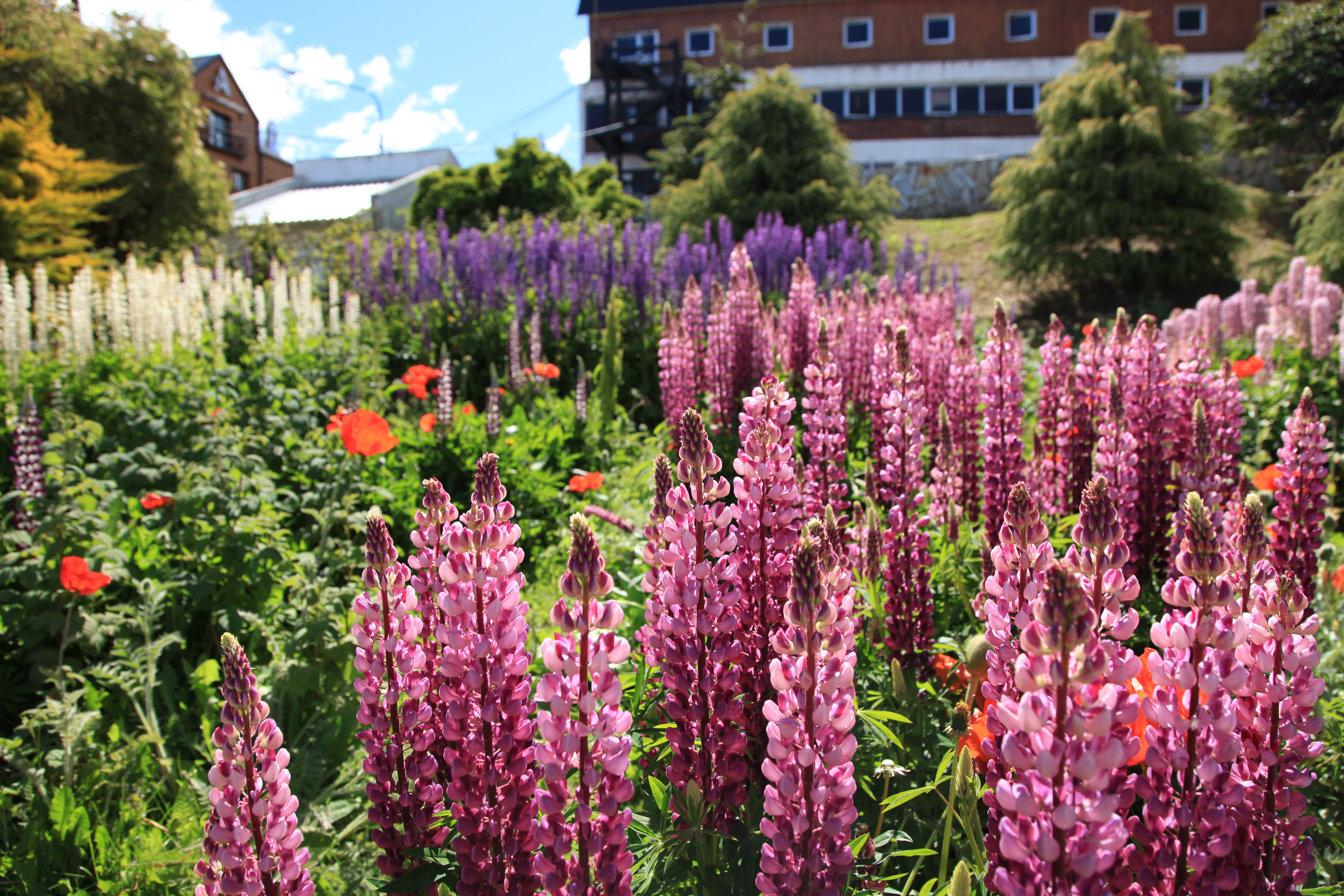
Jardines
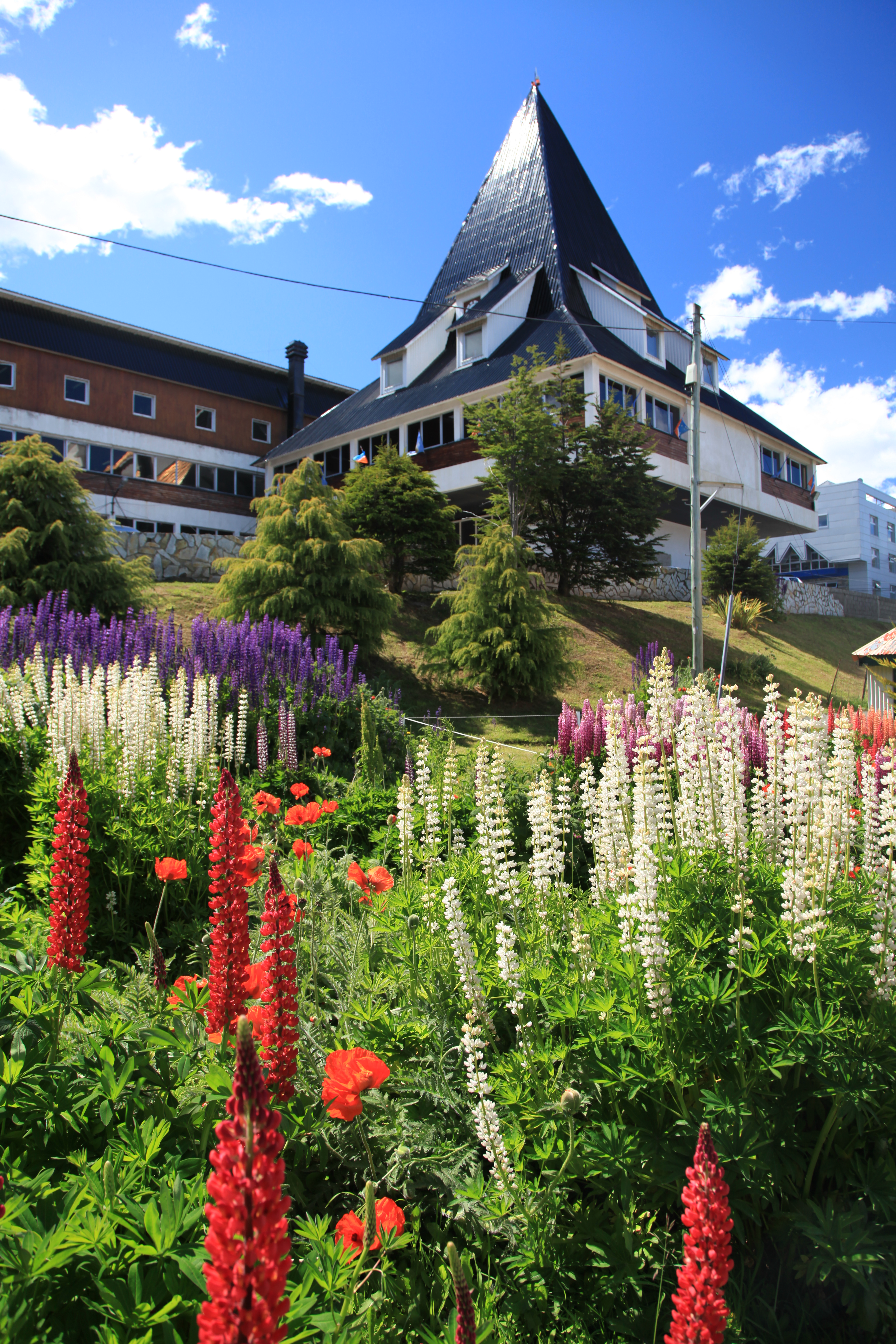
Jardines
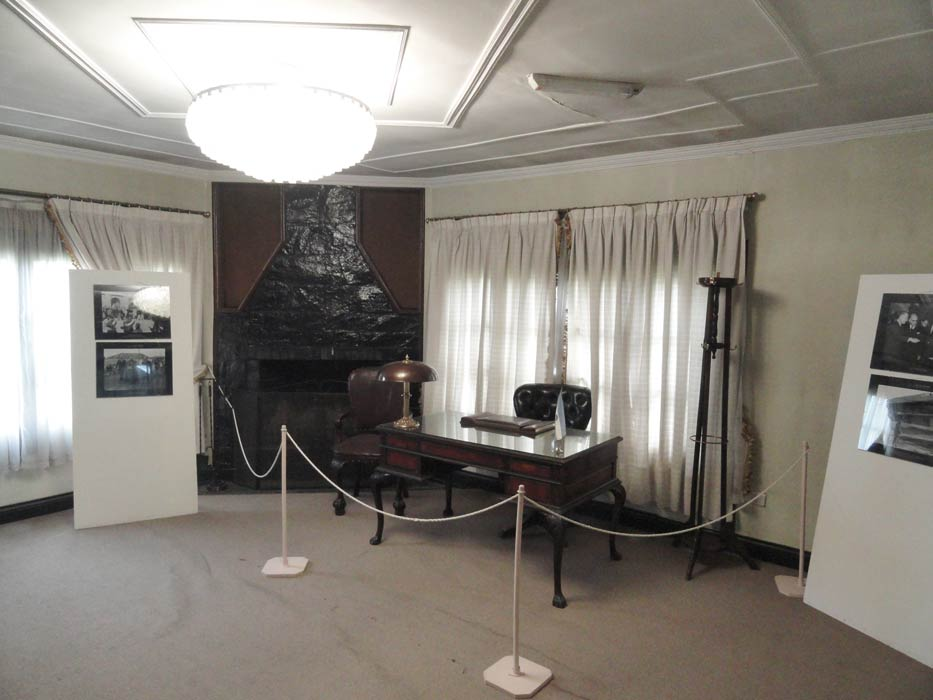
Oficina del gobernador.
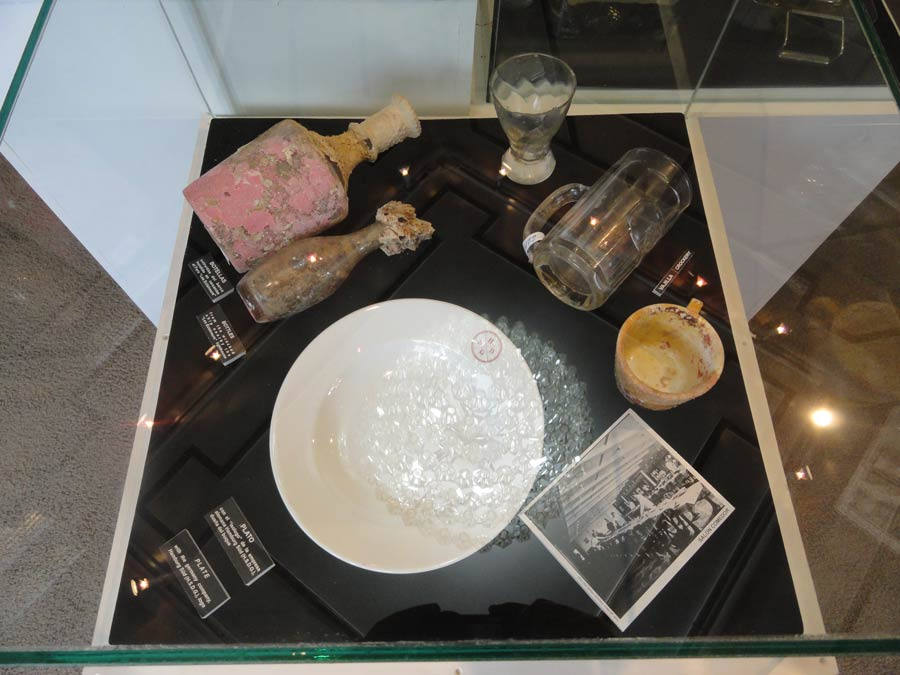
Restos de naufragios.
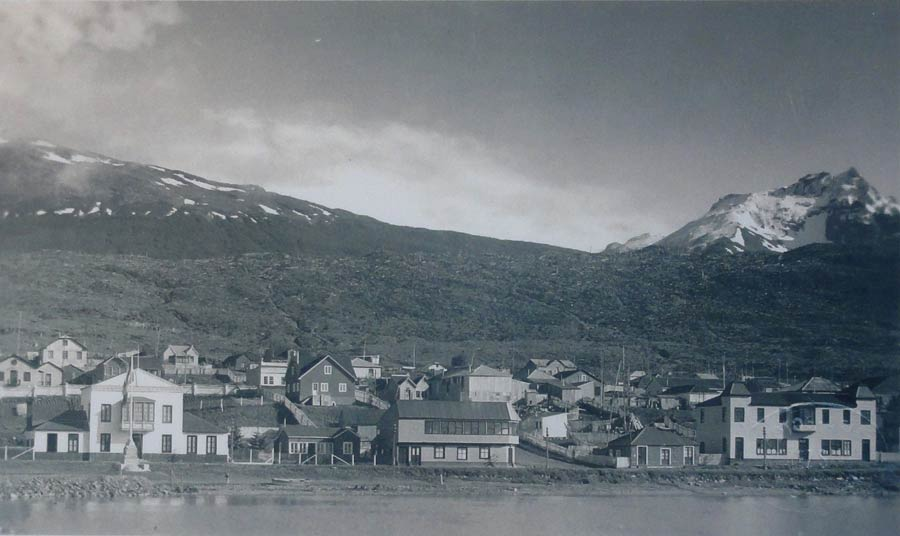
Ushuaia en 1930 con la casa de gobierno (izquierda) y la Casa Ramos (derecha).